# Liste der Monuments historiques in Moyeuvre-Grande
Die Liste der Monuments historiques in Moyeuvre-Grande führt die Monuments historiques in der französischen Gemeinde Moyeuvre-Grande auf.

## Liste der Objekte
| Bezeichnung                   | Beschreibung                           | Standort                       | Kennzeichnung | Schutzstatus | Datum | Bild |
| ----------------------------- | -------------------------------------- | ------------------------------ | ------------- | ------------ | ----- | ---- |
| Skulptur Christus in der Rast | Kalkstein, Anfang des 16. Jahrhunderts | in der Kirche St-Gorgon (Lage) | PM57000424    | Classé       | 1990  |      |